# Milly Shapiro
Amelia "Milly" Shapiro (Tampa, 16 de julho de 2002) é uma atriz e cantora estadunidense. Ficou conhecida mundialmente ao interpretar a personagem Charlie Graham no filme Hereditário, do diretor americano Ari Aster.

## Biografia
Milly nasceu na cidade de Tampa, no interior do estado da Flórida no ano de 2002. Estudou na escola local até decidir mudar para Nova Iorque para treinar seu vocal e tentar sua carreira artística. Ao mudar-se para Nova Iorque, ficou mais próxima do show bussiness e conseguiu angariar a atenção de profissionais da área, conquistando assim o papel de Matilda no espetáculo da Broadway em homenagem ao filme Matilda, de 1996, dirigido por Danny DeVito e estrelado por Mara Wilson. Pelo papel, ganhou um Tony Award na categoria "Honra de Excelência no Teatro" de 2013, juntamente com Sophia Gennusa, Bailey Ryon e Oona Laurence por suas estreias na Broadway em Matilda, tornando-as as mais jovens a receber o prêmio na história. Também em 2013, foi indicada ao Grammy na categoria "Melhor Álbum de Teatro Musical".
Após dois anos em cartaz na peça Matilda, no ano de 2016, interpretou a personagem Sally Brown no musical Off-Broadway, You're a Good Man, Charlie Brown.
Com o destaque conseguido nos palcos, iniciou sua carreira no cinema ao integrar o elenco de filme de terror Hereditário, no ano de 2018, com direção de Ari Aster. Ao interpretar a personagem Charlie Graham, a atriz passou a tornar-se conhecida pelo grande público para além do público de musicais e teatros nova-iorquinos.
Atualmente, além da carreira como atriz vem destacando-se por sua produção de conteúdo em uma conta no TikTok que possui mais de 500 mil seguidores.

### Vida pessoal
Shapiro nasceu em uma família judaica. É irmã mais nova de Abigail Shapiro, que também é atriz. Assim como a sua mãe e irmã, possui displasia cleidocraniana, uma rara síndrome de malformação que afeta os ossos, o crânio e os dentes.
Shapiro denomina-se como lésbica.

## Discografia
| Ano  | Título                           | Notas               | Tipo    |
| ---- | -------------------------------- | ------------------- | ------- |
| 2013 | Matilda: the musical             | álbum da peça       |         |
| 2014 | Live Out Loud – Live at 54 Below | com Abigail Shapiro | Ao vivo |
| 2016 | You're a Good Man, Charlie Brown | álbum da peça       |         |
| 2017 | Time Reveals                     | com Abigail Shapiro | EP      |

## Filmografia

### Teatro
| Ano         | Título                           | Personagem       | Teatro         | Notas                                      |
| ----------- | -------------------------------- | ---------------- | -------------- | ------------------------------------------ |
| 2013 - 2014 | Matilda the Musical              | Matilda Wormwood | Teatro Shubert | 8 de março de 2013 - 19 de janeiro de 2014 |
| 2016        | You're a Good Man, Charlie Brown | Sally Brown      | York Theatre   | 2016                                       |

### Cinema
| Ano  | Filme       | Personagem     | Notas |
| ---- | ----------- | -------------- | ----- |
| 2018 | Hereditário | Charlie Graham |       |

### Televisão
| Ano  | Título                       | Personagem             | Notas                                   |
| ---- | ---------------------------- | ---------------------- | --------------------------------------- |
| 2018 | Splitting Up Together        | Emma Rebecca           | Episódio: "We Need to Talk About Karen" |
| 2019 | The Boulet Brothers' Dragula | Ela mesma              | Terceira temporada, sexto episódio      |
| 2020 | JJ Villard's Fairy Tales     | Princess Jezebel (voz) | Dois episódios                          |